# Radiohead for Haiti
Radiohead for Haiti är en video av det brittiska bandet Radiohead, inspelad under en konsert vid Henry Fonda Theatre i Hollywood den 24 januari 2010, med syftet att samla in pengar till hjälparbetet efter Jordbävningen i Haiti 2010. Videon utgavs i december 2010.

## Låtlista
1. "Faust Arp"
2. "Fake Plastic Trees"
3. "Weird Fishes/Arpeggi"
4. "The National Anthem"
5. "Nude"
6. "Karma Police"
7. "Kid A"
8. "Morning Bell"
9. "How To Disappear Completely"
10. "A Wolf At The Door"
11. "The Bends"
12. "Reckoner"
13. "Lucky"
14. "Bodysnatchers"
15. "Dollars And Cents"
16. "Airbag"
17. "Exit Music (For a Film)"
18. "Everything in Its Right Place"
19. "You and Whose Army?"
20. "Pyramid Song"
21. "All I Need"
22. "Lotus Flower"
23. "Paranoid Android"
24. "Street Spirit (Fade Out)"